# Flowers (песня Майли Сайрус)
«Flowers» (с англ. — «Цветы») — песня американской исполнительницы Майли Сайрус. Релиз трека состоялся 12 января 2023 года под руководством лейбла Columbia. Данная песня была представлена в качестве лид-сингла для восьмого студийного альбома певицы Endless Summer Vacation (2023). Песня выиграла Грэмми-2024 в номинациях "Запись года" и «Лучшее сольное поп-исполнение».

## Релиз
Сайрус объявила дату выхода «Flowers» во время своей специальной новогодней вечеринки Miley’s New Year’s Eve Party, в которой приняла участие тётя Майли — Долли Партон. Изначально, песня должна была выйти 13 января, но в конечном итоге, в некоторых странах трек был выпущен на день раньше. Однако, 13 января состоялся релиз песни в Австралии, в день рождения бывшего мужа Майли Лиама Хемсворта, который родом из этой страны.

## Композиция
«Flowers» — это уход от рок-звучания 80-х, которое являлось ведущим жанром предыдущего альбома певицы Plastic Hearts (2020). Песня охарактеризована как «гимн мести» и «звонкая» диско-фанковая со струнной секцией, напоминающей фламенко.
После релиза сингла, некоторые фанаты в сети утверждали, что нашли некоторое сходство в текстах песен, которые отражают припев сингла Бруно Марса «When I Was Your Man» (2013). Также они утверждали, что «Flowers» должна была стать ответной песней, адресованной Хемсворту. Фанаты отметили, что якобы он посвятил эту песню Сайрус в прошлом.

## Рецензии критиков
Издатель Pitchfork Анна Гака описала сингл как «общий», а вокальное исполнение Сайрус — как «искренне невозмутимое». Далее Гака негативно сравнил песню с Shakira: Bzrp Music Sessions, Vol. 53, заявив, что «называть песню „гимном мести“ — это предел. Когда же Шакира готова назвать тебя Твинго: то, с чем мы действительно имеем дело — это самопомощь».

## Музыкальное видео
Выпуск сингла сопровождался музыкальным клипом. Видео начинается с широкого кадра, на котором Сайрус идёт по мосту в Лос-Анджелесе в золотистом винтажном платье c капюшоном от Ив Сен-Лорана и в солнцезащитных очках. Далее идут кадры, где Майли расхаживает с важным видом, плавает, тренируется и танцует — и всё это она делает в одиночестве.

## История релиза
| Регион | Дата           | Форматы                                                                               | Лейбл    | Ссылки |
| ------ | -------------- | ------------------------------------------------------------------------------------- | -------- | ------ |
| Мир    | 12 января 2023 | Цифровая дистрибуция Стриминг                                                         | Columbia | [ 5 ]  |
| США    | 16 января 2023 | Adult contemporary radio hot adult contemporary radio modern adult contemporary music | Columbia | [ 14 ] |
| США    | 17 января 2023 | Contemporary hit radio                                                                | Columbia | [ 15 ] |
| Италия | 20 января 2023 | Радио Радиоротация                                                                    | Sony     | [ 16 ] |

Интересную кавер-версию этой песни в стиле cha-cha-cha записала группа Jazz Dance Orchestra.